# Гали (град)
Гали (на грузински: გალი; на абхазки: Гал) е град в Абхазия, Грузия. Разположен е на 77 km югоизточно от Сухуми. Административен център е на Галски район. Към 2011 г. населението на града възлиза на 7605 души.

## История
Териториите на Гали са били част от средновековното грузинско княжество Самурзакано. На територията на Галския район са открити множество реликви от периода 18 – 19 век, които днес се намират в местния исторически музей. През 1932 г. Гали получава статут на град.
На 15 април 1953 г. вестник Известия съобщава, че жителите на Гали празнуват 132-рия рожден ден на Тлабган Кецба – най-стария жител на града и негов основател.

## Население
През 1989 г. населението на града наброява 15 763 души. от които 93,3% грузинци, 3,2% руснаци и 0,6% абхазци. През 2003 г. населението на града спада до 7169 души, но през 2011 г. се наблюдава леко покачване на 7605 души, от които 96,8% грузинци, 1,7% абхазци, 1,0% руснаци, 0,1% арменци и 0,1% украинци.

## Икономика
Основният отрасъл в Гали е селското стопанство. Освен това близо до града се намира Галското водохранилище, където се намира и една от най-големите ВЕЦ в Закавказието. Градът разполага с жп гара. Има чаени фабрики и маслодобивен завод.